# Cornelis Van Niel
Cornelis Bernardus van Niel (født 4. november 1897 i Haarlem, død 10. marts 1985 i Carmel, Californien) var en nederlandsk mikrobiolog. Han igangsatte studiet af mikrobiologi i USA og gjorde afgørende opdagelser til forklaring af fotosyntesens kemi.
I 1923 giftede Cornelis van Niel sig med Christina van Hemert, han tog sin eksamen ved universitetet i Delft, og han blev assistent hos Albert Jan Kluyver, der havde åbnet specialet ”sammenlignende biokemi”. I 1928 skrev van Niel som Ph.D.-afhandling ('The Propionic Acid Bacteria'), og derefter rejste han til USA for at fortsætte sit arbejde ved Hopkins Marine Station under Stanford University.
Under studiet af purpur-svovlbakterier og grønne svovlbakterier kunne han som den første forsker vise, at fotosyntesen er en lysafhængig redoxproces, hvor brint fra et iltbart stof reducerer CO2 til organske forbindelser. Det kan udtrykkes sådan:
2 H2A + CO2 → 2A + CH2O + H2O
van Niels opdagelse forudsagde også, at H2O er brintdonoren i de grønne panters fotosyntese, hvor vand bliver iltet til O2. Den kemiske bruttoformel for fotosyntesen var en milepæl i forståelsen af fotosyntesens kemi. Den blev endeligt bekræftet af biokemikeren Robert Hill. 
Både Alan Campbell og Esther Zimmer Lederberg var betydningsfulde studerende under van Niel
I 1961 definerede van Niel i amarbejde med Roger Y. Stanier prokaryoter som celler, hvor kernematerialet ikke er omsluttet af en kernemembran, en definition, som stadig er gyldig. Han modtog den US-amerikanske ”National Medal of Science” i 1963.

## Eksterne links
- King-Thom Chung: Cornelis B. van Niel – Educator, Pioneer of General Microbiology